# Good Clean Fun
A Good Clean Fun amerikai hardcore punk/"pozitív hardcore" együttes. Nevüket a The Descendents ugyanilyen című daláról kapták. 1997-ben alakultak Washingtonban. Dalaik témái a veganizmus, a feminizmus és az optimizmus. Fő hatásuk a Gorilla Biscuits együttes, de a 7 Seconds-öt, a Minor Threat-et és a Youth of Today-t is megjelölték hátasaiknak.
2007 novemberében filmet forgattak "Good Clean Fun: The Movie" címmel, amelynek munkálatai 2009 nyarán fejeződtek be.
Az együttesben gyakoriak voltak a tagcserék.

## Diszkográfia
- Shopping for a Crew 7" - 1997
- Who Shares Wins 7" - 1998
- Shopping for a Crew CD - 1999
- Let's Go Crazy 7" - 2000
- On the Streets Saving the Scene from the Forces of Evil - stúdióalbum, 2000
- Live In Springfield 12" LP - 2000
- Shawn King can Suck It 10" LP - 2001
- Straight Outta Hardcore - 2001
- Good Clean Fun/Throwdown X-mas Split 7" - 2001
- Positively Positive 1997-2002 - válogatáslemez, 2002
- Today the Scene, Tomorrow the World - koncertalbum, 2004
- Thumbs Up! 7" - split lemez, 2006
- Between Christian Rock and a Hard Place - stúdióalbum, 2006
- Crouching Tiger, Moshing Panda CD - 2007